# Cherchell
Cherchell (en arabe : شرشال, en berbère : ⵛⵔⵛⴰⵍ) est une commune de la wilaya de Tipaza en Algérie, située à 100 km à l'ouest d'Alger.
Ville antique sur la côte méditerranéenne appelée Yol puis Césarée de Maurétanie (Caesarea), elle était l'une des plus importantes cités du littoral de l'Afrique du Nord et capitale de la Maurétanie césarienne. Quelque peu à l'abandon au début du XVIe siècle, sa renaissance moderne date de l'installation des Andalous.
Elle est en 2008 une petite cité portuaire d'environ 48 000 habitants et dispose d'un patrimoine antique important.

## Toponymie
Le premier nom de Cherchell, Yol, est considéré comme d'origine phénicienne. Le radical i fait référence à « île » et la seconde partie du nom, Yol, est attribuée à un nom d'une divinité. Ce nom signifierait donc « l'île du dieu Yol ». Or, l'absence de référence à une telle divinité rend fragile cette hypothèse. Il peut s'agir d'une étymologie locale, une déformation de Ilel / Yelel, l'une des dénominations de la mer en langues berbères. Iol peut également signifier « île de sable ».
Le nom moderne, Cherchell, est interprété comme une altération du nom latin, Césaréa, le nom donné par le roi Juba II. Toutefois, dans la langue berbère, Šaršār (Achercher) signifie « une cascade ».

## Géographie

### Localisation
Le territoire de la commune de Cherchell est situé à l'ouest de la wilaya de Tipaza. Cherchell est une ville côtière de la mer Méditerranée, située à une altitude de 30 mètres au-dessus du niveau de la mer, à 102 km à l'ouest d'Alger, à 20 km à l'ouest de Tipaza, à 59 km au nord de Miliana et à 108 km à l'est de Ténès. Avec cette dernière, elle est l'une des rares villes littorales du Dahra.
| Mer Méditerranée | Mer Méditerranée | Tipaza    |
| Sidi Ghiles      | Cherchell        | Nador     |
| Sidi Semiane     | Menaceur         | Sidi Amar |

### Relief et hydrographie

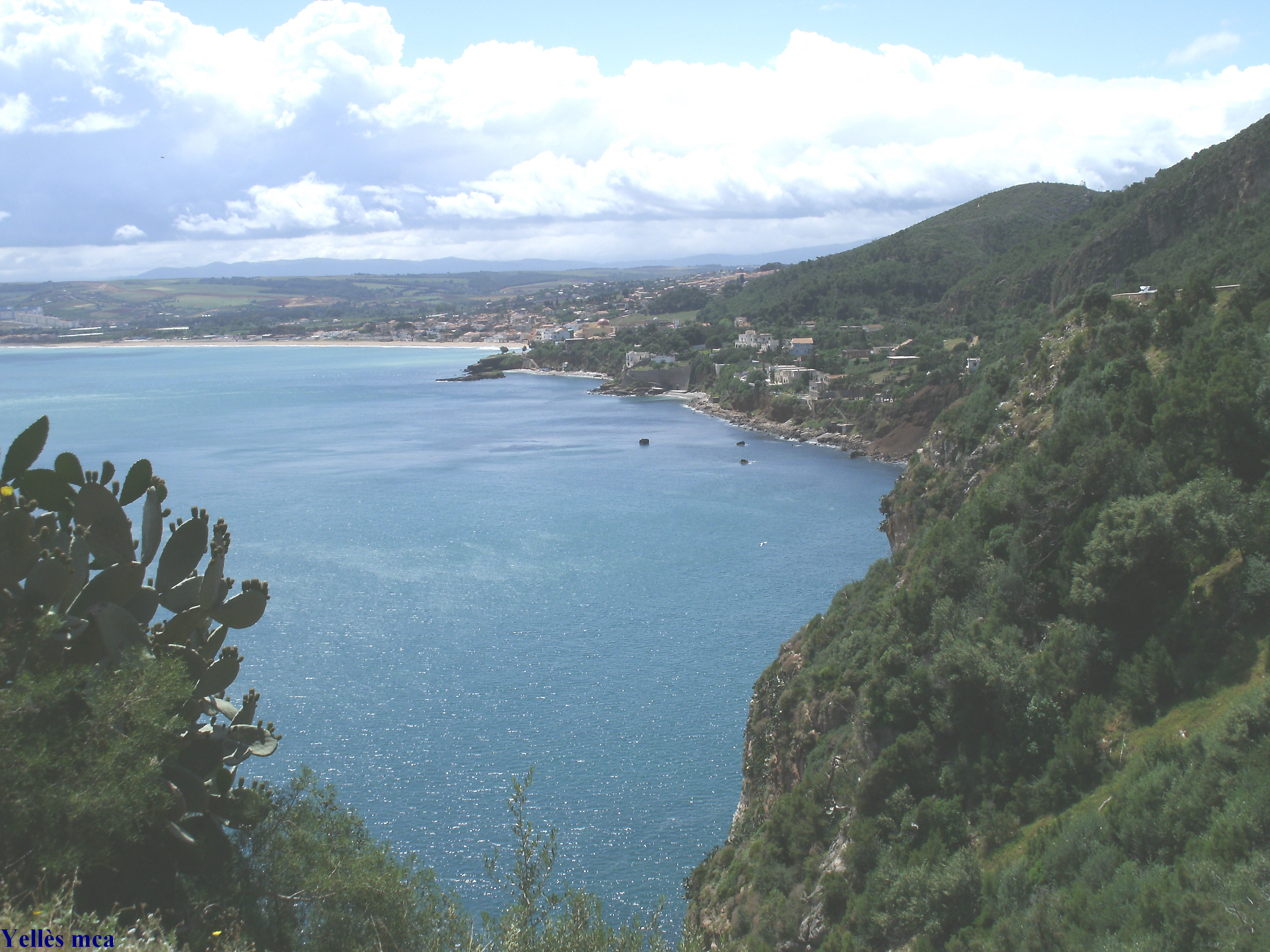
Cherchell est entourée de montagnes.

Cherchell est bâtie sur un étroit plateau littoral, dominé par une zone montagneuse l'isolant au sud des plaines du Chélif. Cette zone montagneuse est composée deux unités : l'Atlas de Cherchell et l'Atlas du Bou-Maad. Le Chenoua, qui culmine à 904 m, l'isole de la Mitidja.
Le port est abrité des vents d'ouest par un îlot, et des vents d'est par le cap Tizirine.
Le terrain est traversé par un réseau hydraulique important d'oueds qui s'étend perpendiculairement à la mer.

### Routes
La commune de Cherchell est desservie par la route nationale 11 (RN 11) qui relie Alger à Oran. La ville est également reliée à la voie express Zéralda (Alger) – Bou Ismaïl – Tipaza – Cherchell.

### Localités de la commune
À sa création, en 1984, la commune de Cherchell est constituée de treize localités.
- Béni Habiba
- Cherchell (et Plateau Sud)
- Chorfa
- Draâ El Guenine
- El Hamdania
- Hamadia
- Icherifienne
- Kernouche
- Mghazi
- Oued Bellah
- Oued El Hammam
- Oumazar
- Tighermil

### Climat
Le climat à Cherchell est chaud et tempéré, de type méditerranéen. En été, les pluies sont moins importantes qu'en hiver. La classification de Köppen est de type Csa. La température moyenne est de 19,1 °C et la moyenne des précipitations annuelles dépasse les 600 mm.
| Mois                              | jan. | fév. | mars | avril | mai  | juin | jui. | août | sep. | oct. | nov. | déc. | année |
| --------------------------------- | ---- | ---- | ---- | ----- | ---- | ---- | ---- | ---- | ---- | ---- | ---- | ---- | ----- |
| Température minimale moyenne (°C) | 8,4  | 9    | 10,8 | 13    | 15,9 | 20   | 23,4 | 24   | 21,6 | 16,9 | 12,3 | 9,5  |       |
| Température moyenne (°C)          | 11,7 | 12,6 | 14,4 | 16,4  | 19,9 | 24   | 27,6 | 28   | 25,3 | 20,6 | 15,8 | 12,7 | 19,1  |
| Température maximale moyenne (°C) | 15,1 | 16   | 18   | 19,7  | 24   | 28   | 31,8 | 32   | 29   | 24,4 | 19,3 | 15,9 |       |
| Précipitations (mm)               | 85   | 68   | 56   | 39    | 44   | 11   | 1    | 3    | 28   | 61   | 96   | 116  | 608   |

| Diagramme climatique                                  |       |          |          |          |        |           |       |          |            |            |            |
| J                                                     | F     | M        | A        | M        | J      | J         | A     | S        | O          | N          | D          |
| 15,18,485                                             | 16968 | 1810,856 | 19,71339 | 2415,944 | 282011 | 31,823,41 | 32243 | 2921,628 | 24,416,961 | 19,312,396 | 15,99,5116 |
| Moyennes : • Temp. maxi et mini °C • Précipitation mm |       |          |          |          |        |           |       |          |            |            |            |

### Végétation
L'humidité favorise le développement de la végétation arbustive et des cultures. Les environs sont couverts de jardins et de vignobles.

## Histoire

### Antiquité

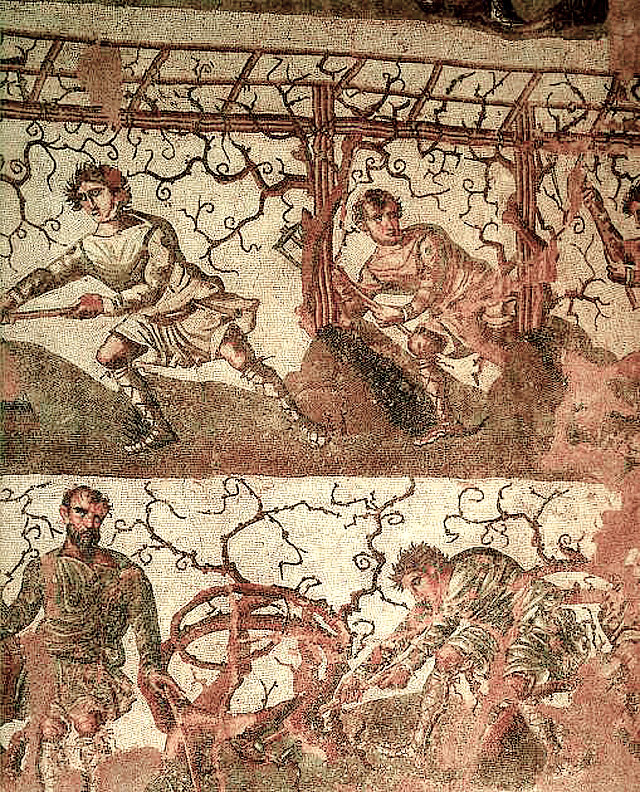
Mosaïque romaine de la série des travaux des champs exposée au musée archéologique de Cherchell.

La présence humaine est attestée depuis la Préhistoire : des vestiges datant du VIe siècle av. J.-C. ont été retrouvés sur l'ilot qui se trouve non loin du rivage. Cherchell était au IVe siècle av. J.-C. un comptoir phénicien sous le nom Iol.
D'abord intégrée au royaume de Numidie, elle a peut-être été une des capitales du roi numide Micipsa, Iol passe sous le contrôle de la Maurétanie après la chute de Jugurtha en 105 av. J.-C.. La ville est refondée en 25 av. J.-C. par Juba II, sous le nom de Césarée de Maurétanie (Caesarea), et devient le centre d'un pouvoir politique.
Césarée est dotée par son roi des édifices publics typiques d'une ville romaine. Son théâtre est, avec celui d'Utique, alors capitale de la province d'Afrique, le plus ancien d'Afrique du Nord et un des plus anciens de Méditerranée occidentale ; il est contemporain du théâtre de Marcellus à Rome. Son amphithéâtre est construit selon un plan particulier porté par une volonté de disposer d'un édifice assez vaste afin d'être en mesure de donner des spectacles de combats de fauves ou de groupes de gladiateurs. La ville est entourée d'une enceinte qui est une des plus vastes du monde romain : un mur continu de 4 460 m, peut-être complété par un rempart de mer, entoure 370 ha.

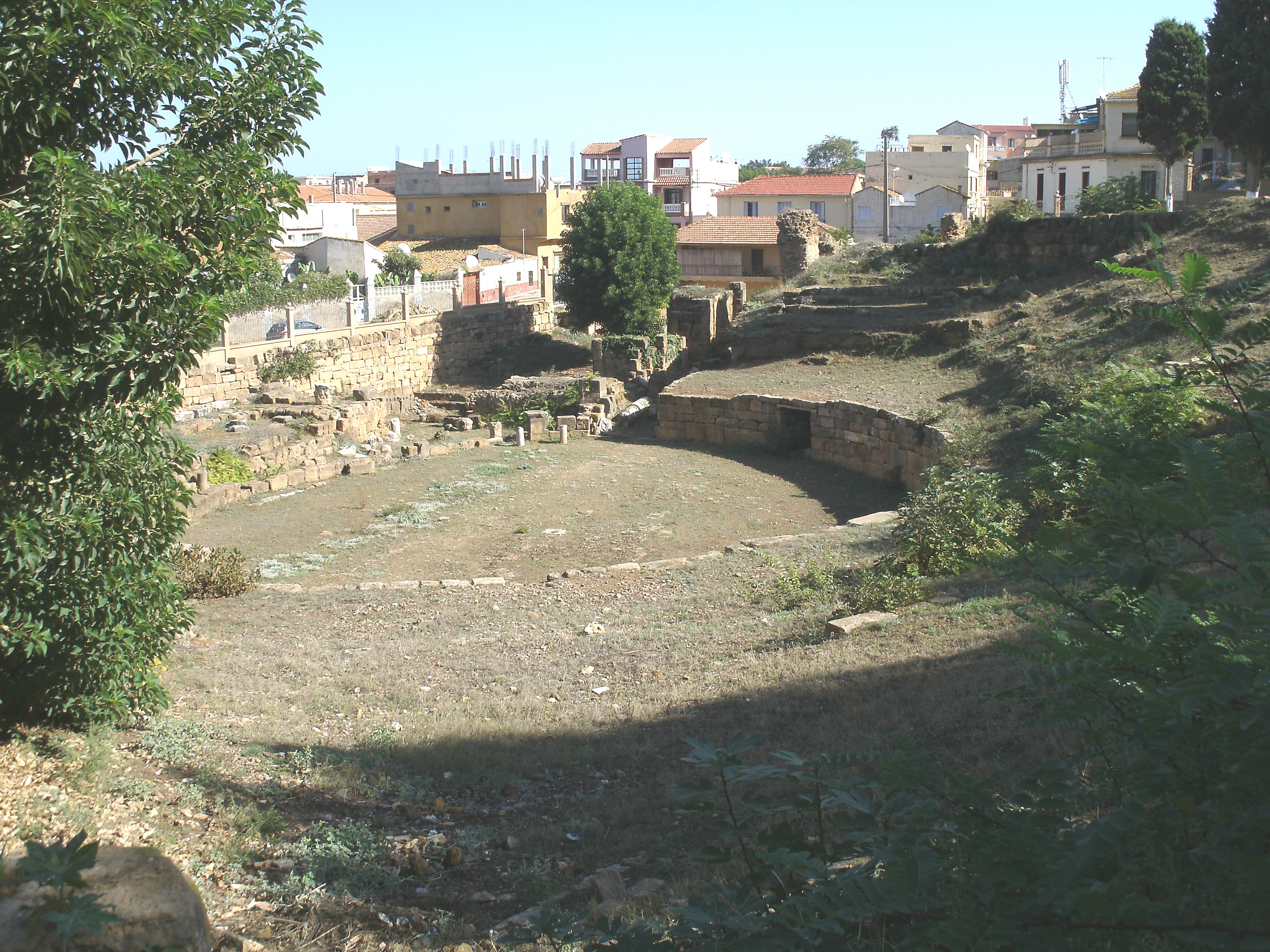
Amphithéâtre de Césarée.

Après la mort de Juba, son fils Ptolémée prend le pouvoir mais il est assassiné en 40 apr. J.-C. par l'empereur Caligula. À partir de cette date, Césarée devient la capitale de la province romaine de Maurétanie césarienne. Elle conserve sa fonction de capitale ; à l'administration royale se substitue un gouverneur romain qui est un procurateur équestre et son officium.
En 371-372, Firmus réussit à prendre le contrôle de la ville. Par la suite, lors de leur avancée vers Carthage, les Vandales s'emparent de Césarée. Selon les écrits de Procope, à cette époque, la ville est sous la domination de Mastigas, un roi maure. Cependant, les Byzantins réussissent à la reconquérir ultérieurement.
Au IVe siècle, elle devient chrétienne. Quelques découvertes d'églises et d'inscriptions montrent que le christianisme pénètre les campagnes. Le donatisme se développe : en 418, saint Augustin vient y prêcher sans grand succès. À la fin du VIe siècle, elle semble perdue par Byzance. Les révoltes et les guerres finissent de la ruiner et de la ravaler au rang de ville de second plan.

### Période islamique

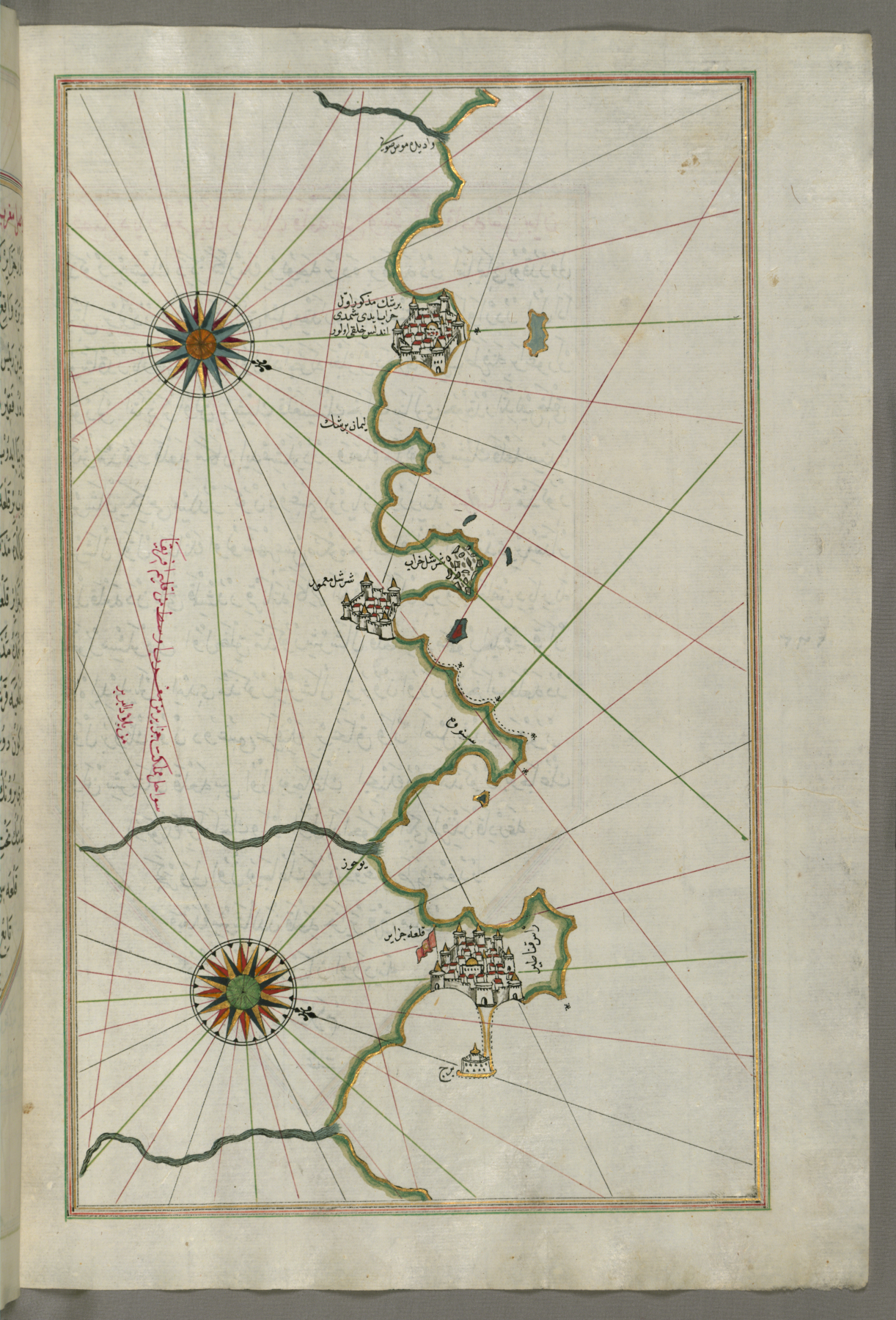
Carte par Piri Reis sur laquelle on voit Cherchell et ses ruines au centre du littoral entre Alger et Breshk.

Cherchell est durant tout le Moyen Âge une bourgade d'importance secondaire et les historiens arabes la donnent même comme disparue. Le port existe encore au temps d'Ibn Hawqal. Al-Bakri signale l'existence de plusieurs ribats où une foule de gens se rassemblent chaque année.
Au Xe siècle, Ibn Hawqal considère Cherchell comme une ville, et un siècle plus tard, Al-Bakri mentionne également qu'il s'agit d'une ville. Au XIIe siècle, Al Idrissi la décrit comme une ville de faible superficie, mais néanmoins bien peuplée. Les autres auteurs arabes des XIIIe et XIVe siècles la désignent également comme une ville. L'occupation du site de Cherchell est attestée par des documents épigraphiques et archéologiques, des inscriptions funéraires ainsi que le mihrab datant de l'époque fatimide. Le musée de la ville et le parc Bocquet conservent plusieurs chapiteaux, dont on a récemment établi des similitudes avec ceux du palais ziride d'Achir. Ces chapiteaux ont été datés des Xe et XIe siècles.
Al Idrissi décrit les activités agricoles de son environnement : « Cherchell a de l’eau courante, des puits bien alimentés en eau agréable au goût, de beaux fruits en grande quantité, des coings de gros calibre [...]. Elle a enfin des vignes et certaines variétés de figuiers. La région environnante est une campagne dont les habitants élèvent du gros bétail, de nombreux ovins, beaucoup d'abeilles, de sorte que le miel chez eux est disponible; leur principal ressource est le bétail, ils ont du froment et de l'orge en quantités supérieures à leurs besoins. »
En 1141, le roi de Sicile la fait attaquer et détruire. Durant cette période, Cherchell passe successivement au pouvoir des diverses dynasties qui se disputent le Maghreb central. À la suite du démembrement de l'empire almohade, elle passe aux Zianides et fait partie temporairement du royaume éphémère fondé vers 1350 par les Awlād Mandīl.
Au début du XVIe siècle, Cherchell, alors ville quelque peu à l'abandon, est conquise par les frères Barberousse sur un corsaire turc rival qui vient de s'en emparer, et dont ils se débarrassent. Elle sera en grande partie repeuplée par des Andalous chassés d'Espagne. Sa renaissance moderne date ainsi de l'installation des Andalous, qui introduisent en même temps leur mode de vie.
Les Turcs, appelés à l'aide, font de Cherchell l'une de leurs bases défensives la plus active contre les incursions européennes. Elle subit plusieurs attaques échouées : en 1531, par une flotte envoyée par Charles Quint, et en 1655 et en 1682, par les Français. Elle acquiert ainsi la réputation d'une ville imprenable. Cherchell se situe parmi les petites villes littorales de l'Algérie précoloniale à l'instar de Ténès et de Dellys. Durant la période ottomane, elle est rattachée à Dar Es-Soltane.
L'autorité est représentée par un caïd, assisté pour le règlement des affaires locales par un conseil de dix notables et appuyé par une garnison établie à quelque distance à l'Est. Les Turcs se maintiennent surtout en s'appuyant sur la famille maraboutique des Ghoubrīnī. Au début du XIXe siècle, ils se brouillent cependant avec eux.

### Période coloniale

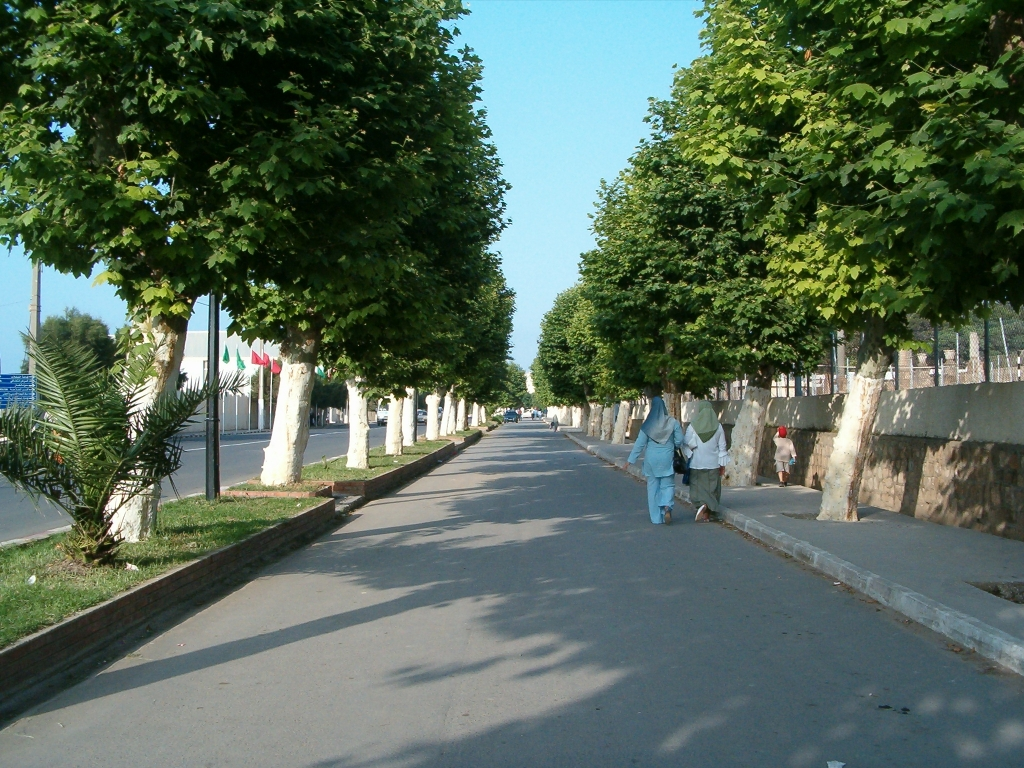
Route vers le quartier de Tizirine.

Après la prise d'Alger par les Français, en 1830, Cherchell est dominée par des notables avant de passer, en 1838, sous l'autorité de l'Emir Abdelkader. Il essaye d'utiliser le port et de faire revivre la course. Mais l'attaque d'un navire français par un corsaire de Cherchell décide les Français à occuper la ville en 1840. Ils vont être toutefois harcelés pendant plusieurs années par les montagnards. En 1871, un soulèvement embrase la région. Une colonie européenne est créée dès 1840.
Les 21 et 22 octobre 1942, la conférence de Cherchell met en présence le général américain Clark et les responsables de la résistance en Algérie pour préparer l'opération Torch.
Une école d'élèves-officiers (qui est, après-guerre, assimilée à Saint-Cyr) y est créée en 1942 par l'Armée française pour remplacer les écoles de la métropole alors occupées durant la Seconde Guerre mondiale. De la fin de la guerre à l'Indépendance en 1962, elle assure la formation des officiers de réserve de l'Armée de terre. Elle forme depuis l'indépendance les cadres de l'armée algérienne.

## Administration
Cherchell est le siège de la daïra constituée des communes de Sidi Ghiles, Hadjeret Ennous et Sidi Semiane.
Elle abrite l'Académie militaire de Cherchell.

## Démographie
Selon le recensement général de la population et de l'habitat de 2008, la population de la commune de Cherchell est évaluée à 48 056 habitants contre 40 763 habitants en 1998, dont 34 372 habitants dans l'agglomération chef-lieu.
Elle est la quatrième commune la plus peuplée de la wilaya de Tipaza et la troisième unité urbaine après Koléa et Bou Ismaïl.
| 1977   | 1998   | 2008   |
| ------ | ------ | ------ |
| 14 685 | 24 397 | 34 372 |

## Économie

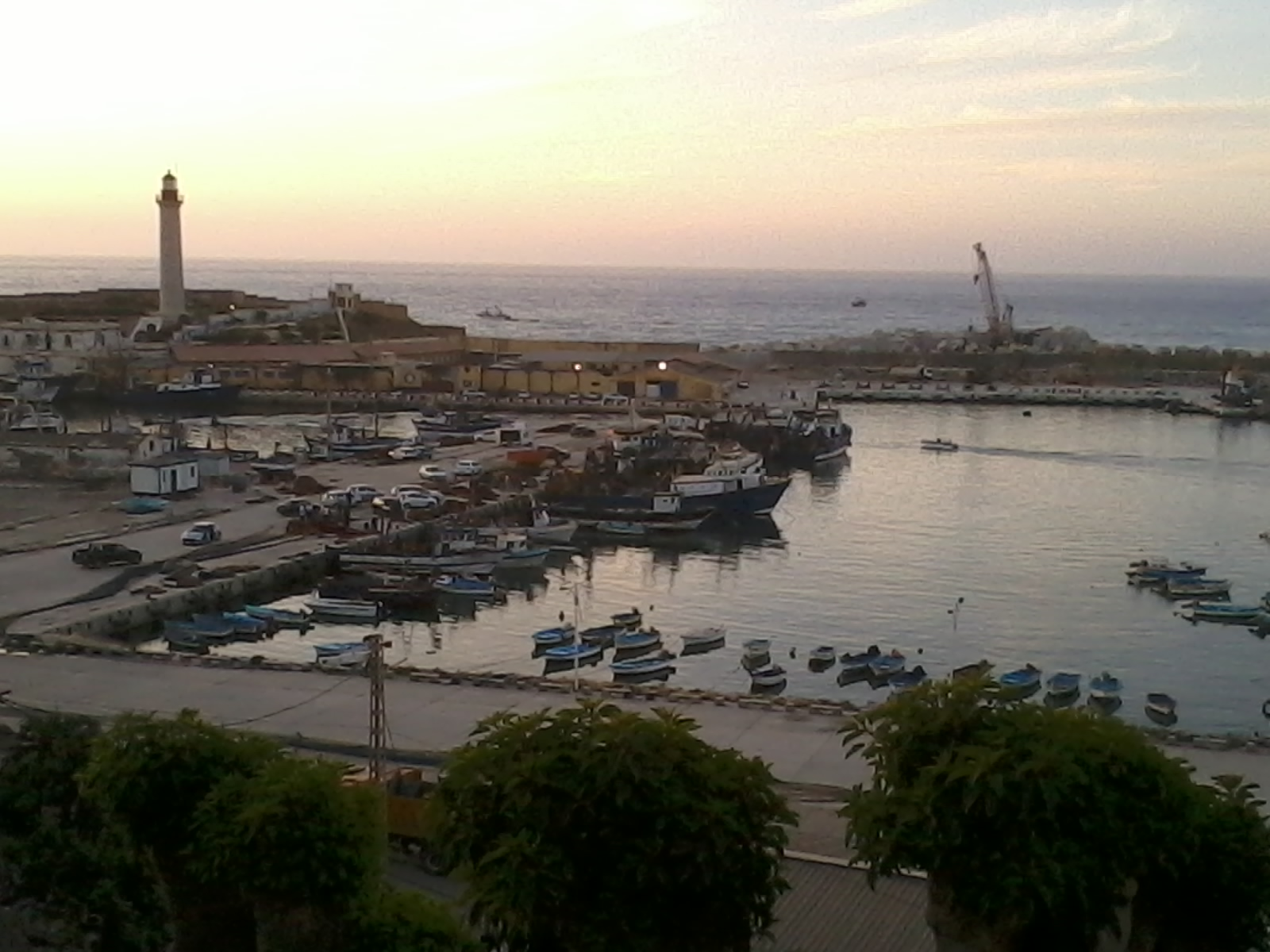
Port de Cherchell.

Cherchell dispose d'un port de pêche, sur l'emplacement du port antique. Un projet de port en eau profonde est projeté dans la zone d'El Hamdania. Ce projet a été relancé en 2020 et sa construction soulève diverses problématiques. En juin 2025, le projet est annoncé comme abandonné.
Cherchell abrite une nouvelle unité du groupe pharmaceutique Saidal, consacrée aux formes sèches.

## Patrimoine

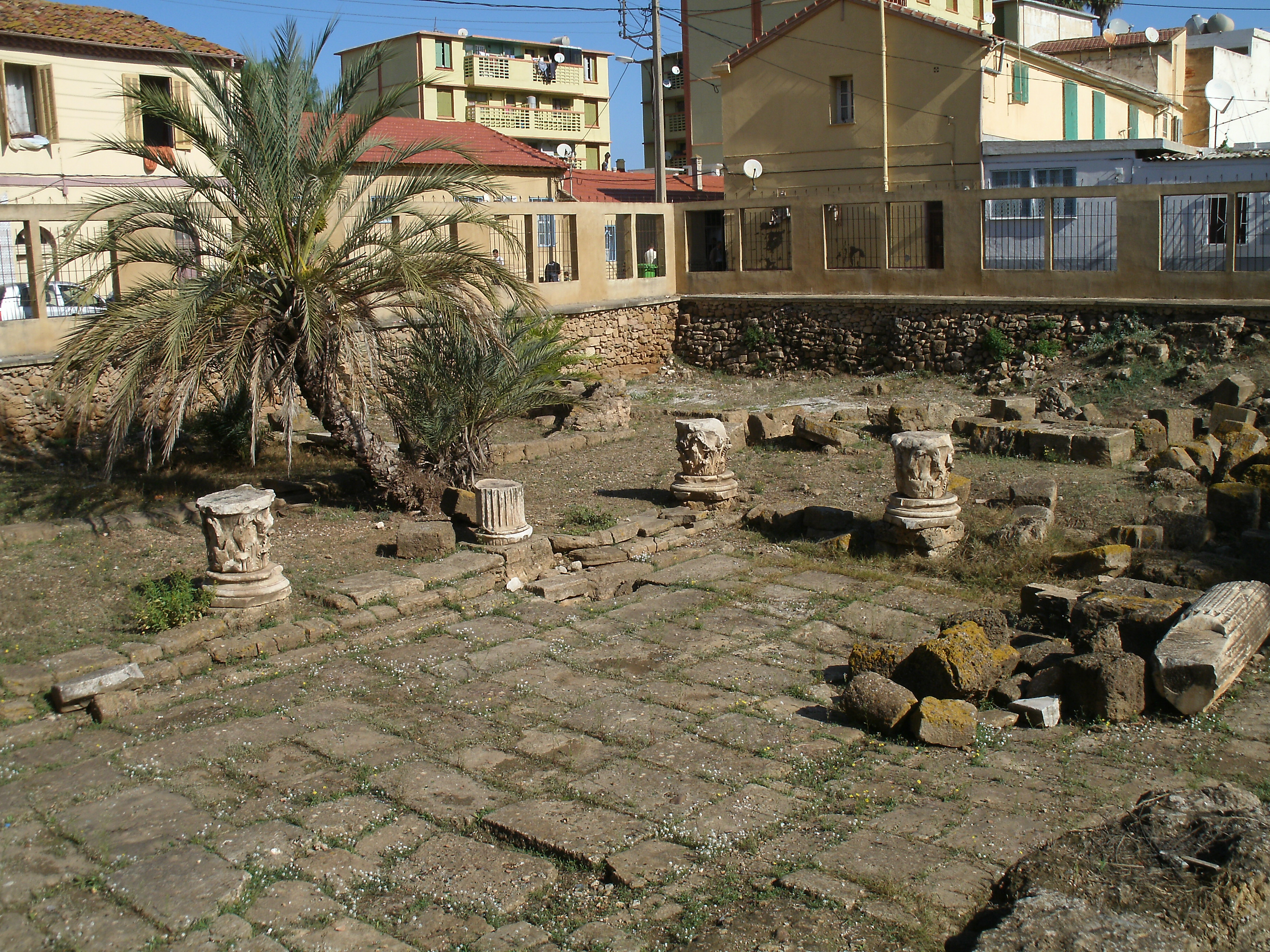
Forum de Cherchell.

Cherchell dispose d'un patrimoine romain important : maisons, thermes, théâtre, mosaïques et surtout statues, dont un grand nombre est conservé au musée de Cherchell. L'art chrétien est assez bien représenté avec des sarcophages sur lesquels figurent des scènes comme l'adoration des anges ou encore l'histoire de Jonas.
L'amphithéâtre date de la période de Juba II, il est construit sur la nécropole de Iol. Cet amphithéâtre est unique par sa forme et par sa taille. Le théâtre antique est situé au centre de l'ancienne ville romaine, il est transformé au IIIe siècle en une arène. Les thermes étaient au nombre de trois. Ils sont plus imposants que ceux de Timgad et sont construits au IIe siècle selon un plan symétrique. Les ponts aqueducs sont au nombre de deux.
On atteste également les éléments du forum, d'une basilique et des vestiges épars d'un grand nombre de villae (établissements agricoles romains), comprenant souvent des pressoirs à huile. À l'ouest de la ville, une nécropole romaine a été découverte récemment.
La mosquée aux 100 colonnes ou Grande mosquée de Cherchell a été érigée par les Andalous au xvie siècle. C'est dans cette mosquée que l'émir Abdelkader voulait rencontrer son lieutenant Malek El Berkani, responsable dans la tribu des Beni-Menassers. Elle a été transformée par les autorités coloniales en un hôpital militaire. La nouvelle mosquée du Souk a alors ouvert en 1878. 
La mosquée Er-Rahman est l'ancienne église Saint-Paul, construite dans le dernier quart du XIXe siècle dans le style néo-classique, et convertie en mosquée en 1964.
Le phare de Cherchell est construit en 1881. La koubba de Sidi Brahim el Ghobrini, située à l'entrée de la ville, a une architecture qui date du XVIIe siècle.
D'autres lieux ont été inscrits sur l'inventaire des sites et monuments classés au patrimoine algérien :
- Ain Ksiba ;
- mosquée de la place Romaine ;
- cimetière d'El Ghobrini ;
- ensemble de l'enceinte Romaine ;
- ruines romaines du Cap dit « les trois îlots » ;
- ruines romaines, Ouest de Caïd Youcef ;
- tombeau romain de l'Oued El Kantara.

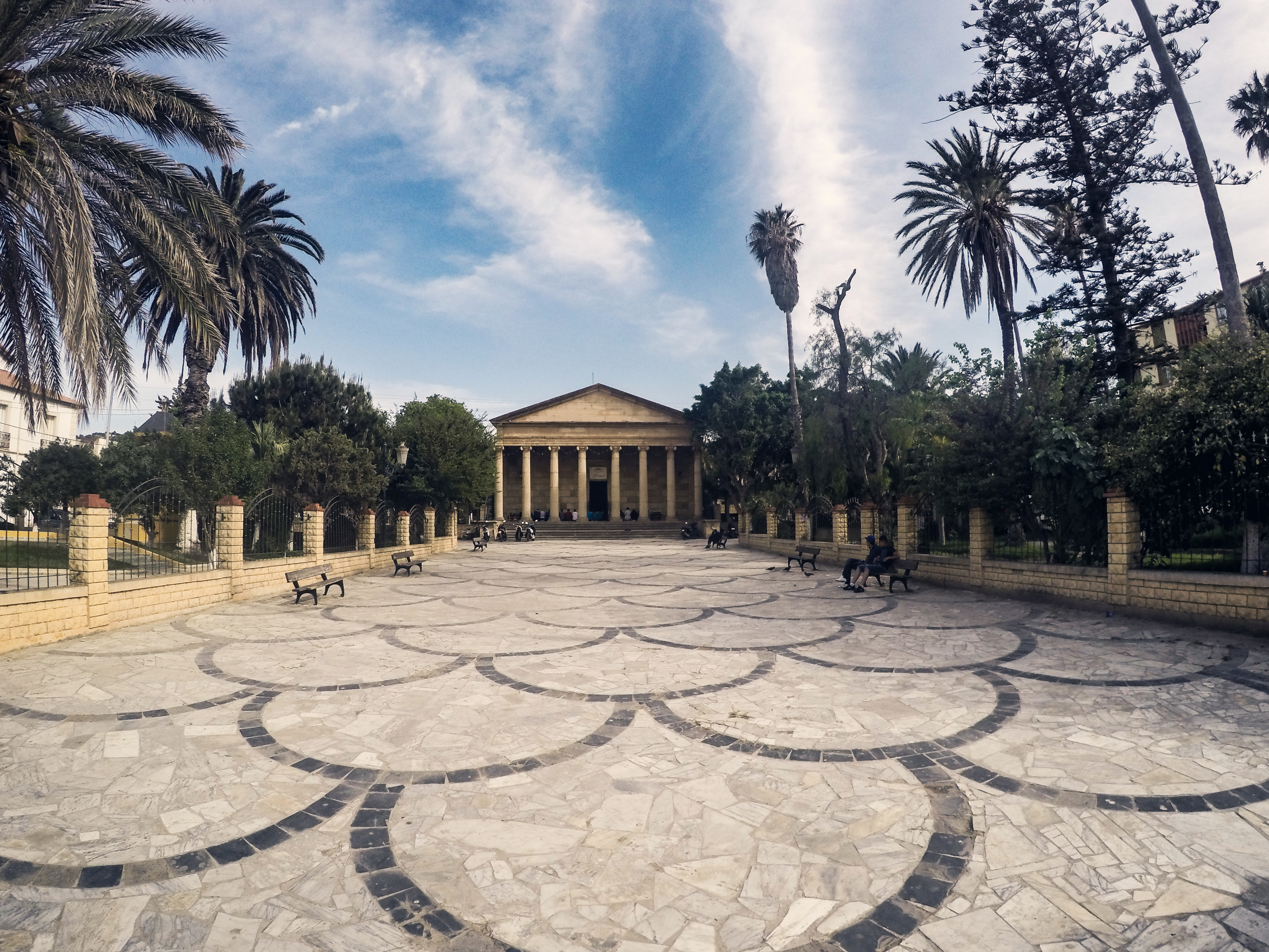
La mosquée Er-Rahman et la place romaine.
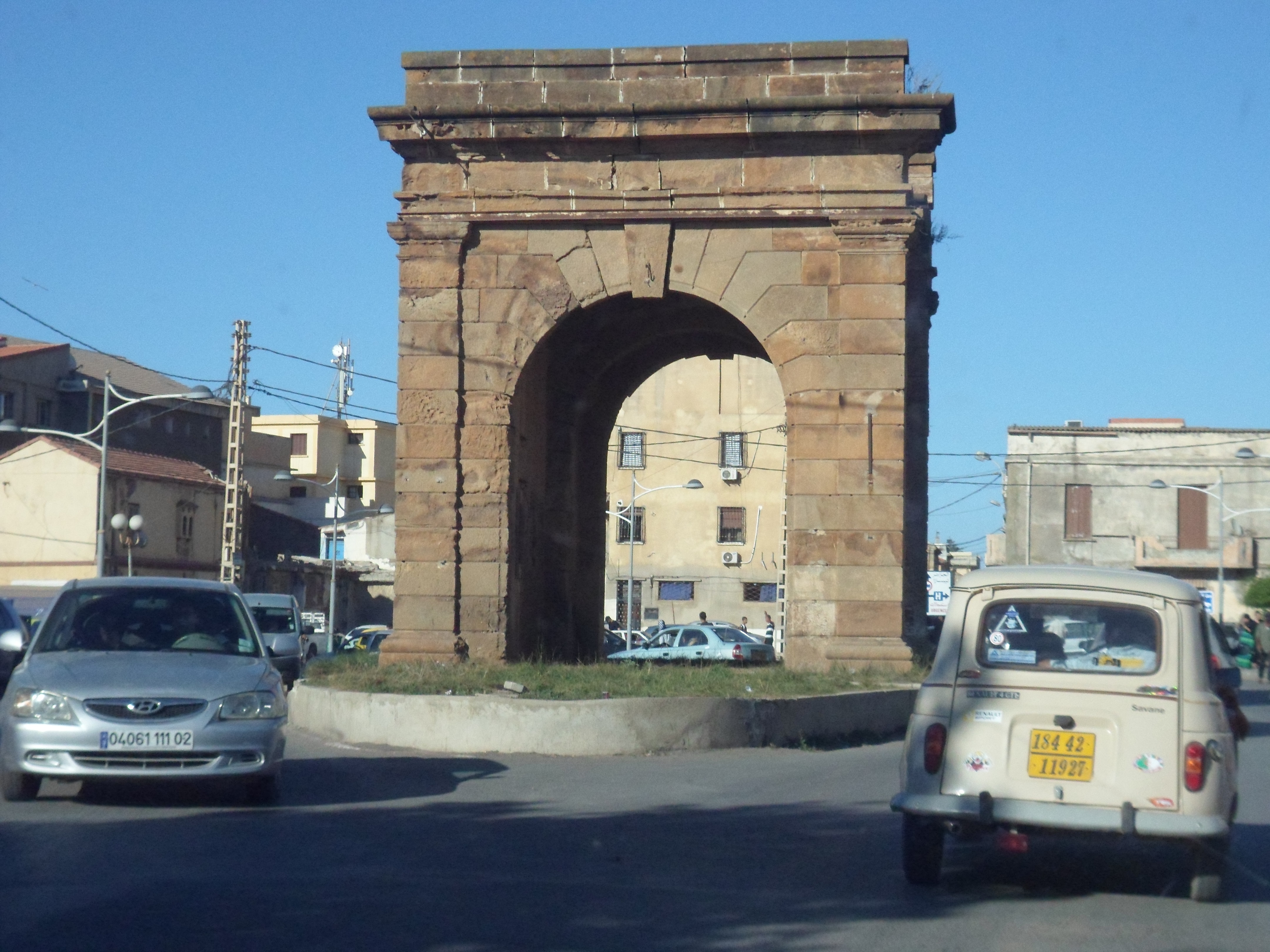
L'Arc du triomphe.
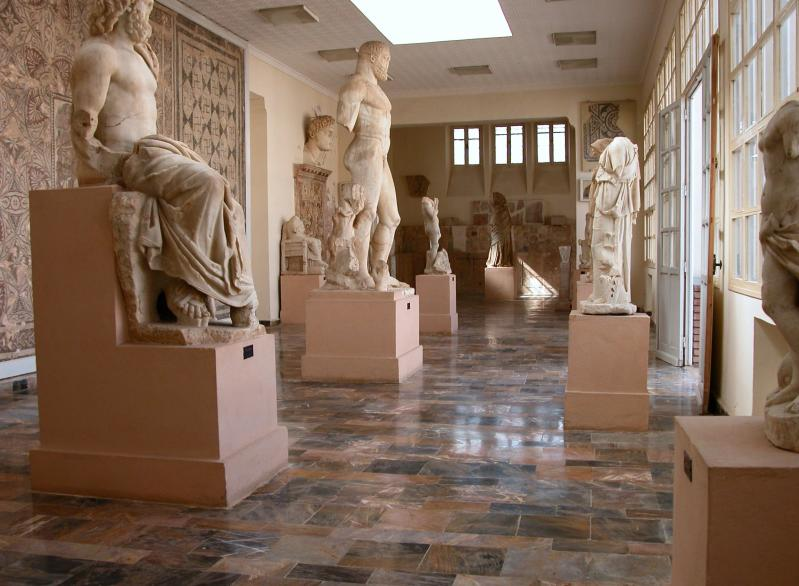
Statues dans le musée.
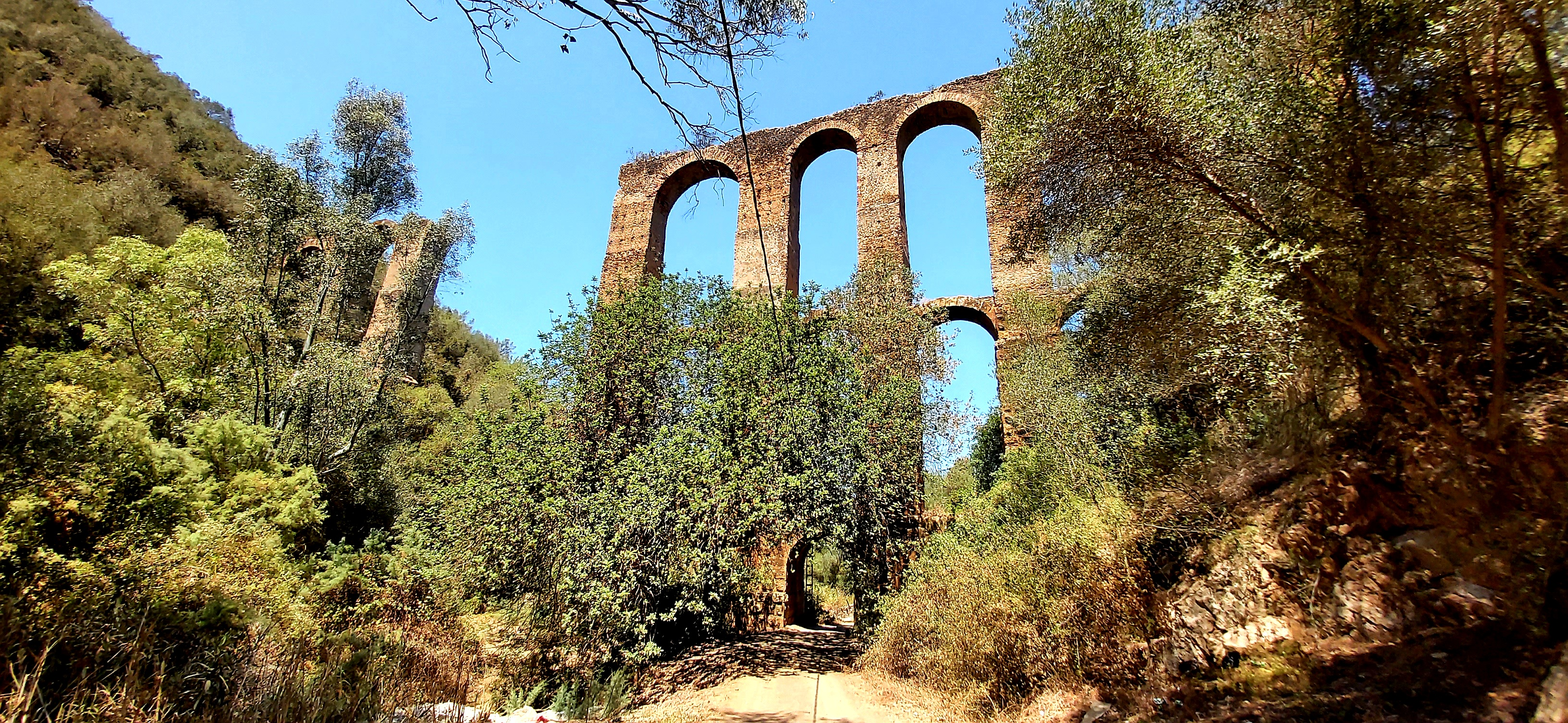
L'aqueduc.
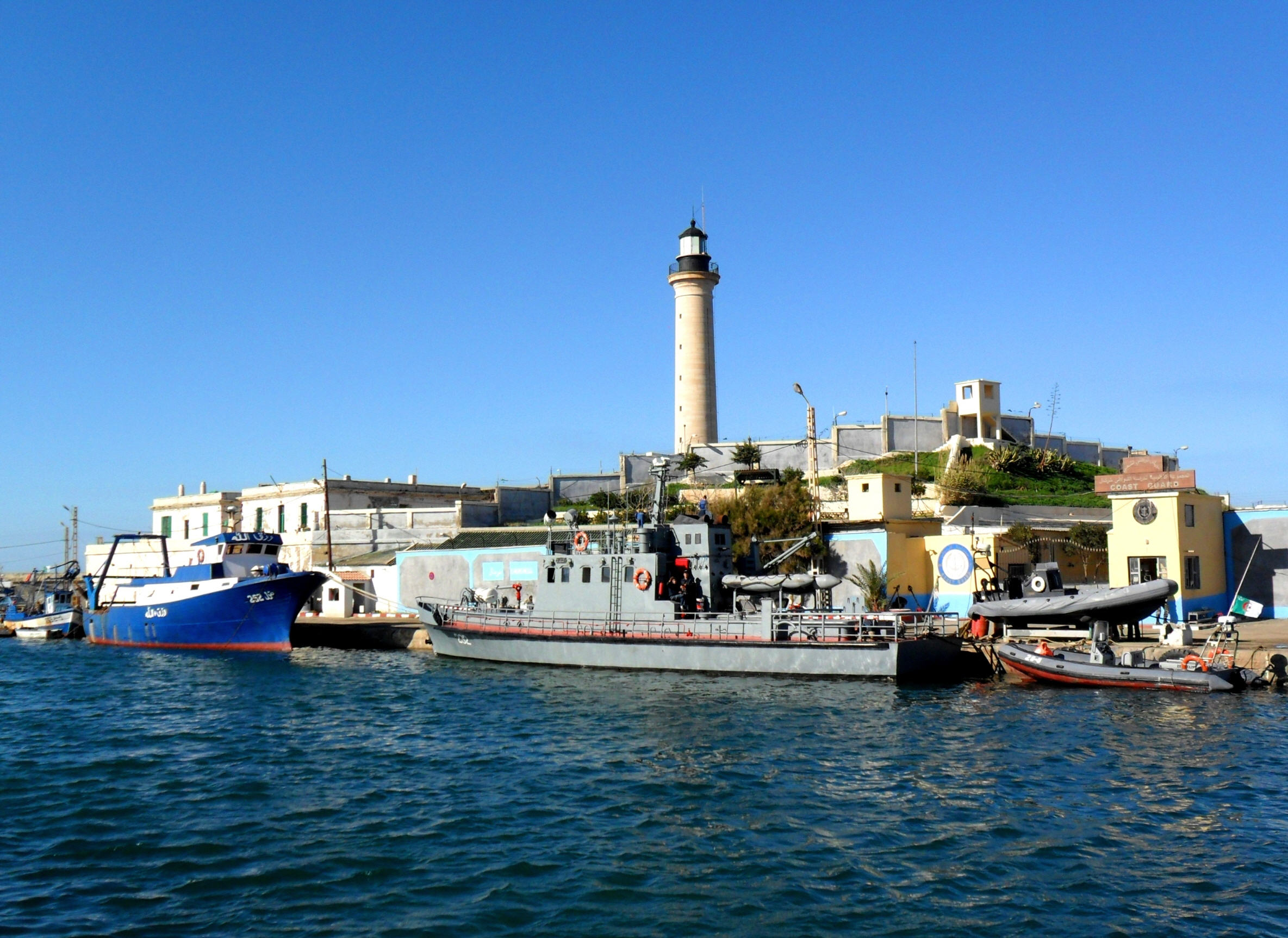
Le phare.

## Culture

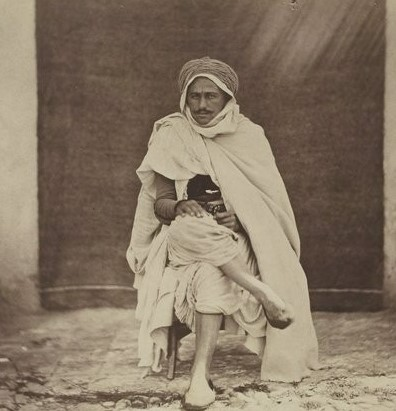
Sid Hemidi ouled el Haker, beau-frère de l'agha Ghobrini en 1856.

Cherchell a réussi à transmettre d'authentiques traditions et valeurs typiquement citadines. La pérennité des traditions de la cité ainsi que l'ancrage de sa population sont bien soulignés par le rôle des Ghobrini et des Brakna, dont sont issues les personnalités de l'élite moderne.

### Musées

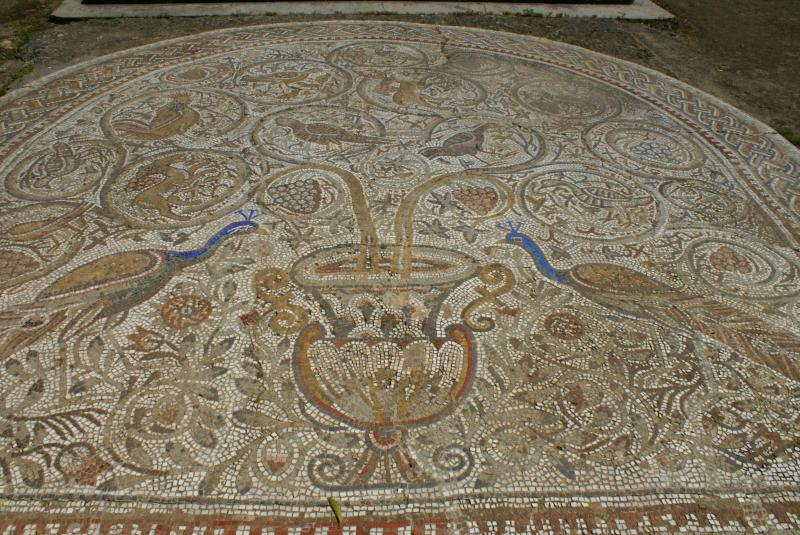
Mosaïque Scène animalière, exposée au musée.

Cherchell compte deux musées consacrés aux vestiges romains laissés dans la ville : un de plein air qui compte quelques mosaïques, et un autre construit en 1908, qui rassemble tout ce qui concerne l'Afrique romaine.
Le musée public national de Cherchell se trouve sur la place des Martyrs, une place plantée de ficus centenaires. Il abrite une collection de sculptures antiques dont beaucoup sont des copies de statues grecques commandées par Juba II ou des originaux.

### Musique

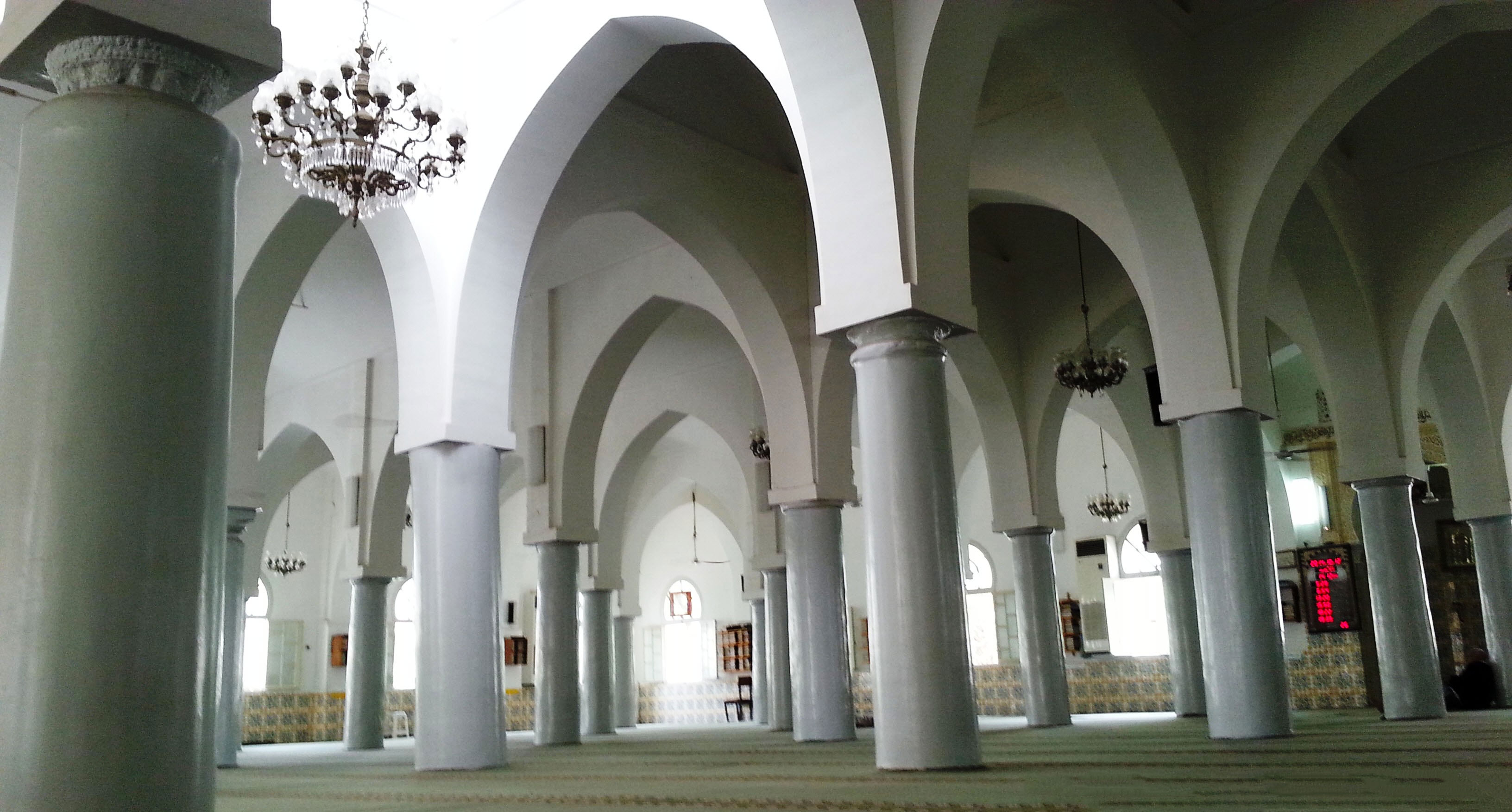
Intérieur de la mosquée aux 100 colonnes.

Cherchell organise le festival « Les Nuits andalouses », consacré à la musique arabo-andalouse.
En effet, la ville est l'un des centres de la musique arabo-andalouse en Algérie. Elle fait partie, au même titre qu'Alger, Blida ou Koléa, de l'école çanâa.

### Associations
Une association culturelle et musicale Errachidia a pour but de faire connaître la musique arabo-andalouse, de transmettre et de promouvoir cette musique savante. Elle a vu le jour en 1977 à Cherchell, par des jeunes musiciens issus de la ville. Cette association dispense des cours de musique à des jeunes enfants et dispose de plusieurs classes de musiciens. Elle a participé à des festivals nationaux et internationaux,.
L'association de musique arabo-andalouse El Qaissaria, créée en 1994, a participé de nombreux festivals, tels ceux de Tlemcen, Annaba, Mostaganem, Constantine et Blida. Elle fait partie des associations musicales de la wilaya qui font de la préservation et de la promotion du patrimoine musical traditionnel andalou.
En 2018, un groupe d'intellectuels cherchellois s'est organisé en association baptisée le Fort de Cherchell, qui s'est fixé comme objectifs la sauvegarde du patrimoine matériel et immatériel de la région de Cherchell ainsi que la promotion du tourisme. L'association a déposé plusieurs demandes de classement de Dar Echabiba de Ain Kssiba (2021), du Caravanserail (2020), un dossier de classement de Borj Ennabout (2020), et une demande officielle de classement du centre historique de la ville de Cherchell (2022). Dans le cadre de la promotion du patrimoine immatériel, un dossier de classement d'une spécialité culinaire dite Er'Ghaief a été déposé en 2021.

### Langue
Le parler arabe de Cherchell est rattaché aux parlers citadins d'Algérie centrale et occidentale dont il possède les principales caractéristiques. Il se distingue par un conservatisme important ainsi que par certains caractères originaux dû au substrat berbère, à l'apport andalou et, de moindre mesure, à quelques emprunts au turc.

## Personnalités liées à Cherchell
- Macrin (vers 165-218), premier empereur romain à être issu de l'ordre équestre, d'origine maure.
- Priscien (VIe siècle), grammairien latin.
- Benlarbey Mohamed Seghir (1850-1939), un des premiers médecins algériens, y est né[32].
- Assia Djebar (1936-2015), femme de lettres algérienne d'expression française, historienne, poète, réalisatrice de cinéma, y est née en 1936.
- Ahmed Benhamouda (1887-1966), scientifique, astrophysicien, y est né[33].
- Boualem Benhamouda, homme politique et auteur de plusieurs ouvrages, y est né en 1933.
- Mohamed Ben Aissa El Berkani de la tribu des Beni Menaceur, chef révolutionnaire et lieutenant de l'émir Abdelkader.
- Malek El Berkani, Chef révolutionnaire lors de la révolte des Beni Menaceur en 1871.
- Yamina Oudai, grande révolutionnaire, Chahida, femme de Chahid et mère de Chahid.
- Kamel Bouchama, homme politique, ancien diplomate, écrivain, y est né en 1943.
- Mohamed Sari, écrivain, traducteur, y est né en 1958[34].
- Behiri Yamna, docteur en Histoire et auteur d'ouvrages sur l'histoire et les traditions cherchelloises, y est née[35].
- Houaoura Mhamed, journaliste et auteur de deux ouvrages historiques.
- Ghebalou Mohamed Cherif, auteur, y est né[36].
- Rafik Khellaf, universitaire et docteur en archéologie, chercheur en archéologie subaquatique algérienne.
- Melhani Naceur (1962-2022), personnalité engagée en milieux associatifs, auteur de nombreuses conférences et contributions, co-auteur d'un livre sur l'histoire de la révolution : Les déracinés de Cherchell[37], qui raconte les témoignages de personnes ayant vécu dans des camps de regroupement dans la région de Cherchell durant la colonisation.
- Pierre-Louis Bourgoin (1907-1970), né à Cherchell, colonel de l'Armée française de Libération, Compagnon de la Libération, député de Paris (1958-1970).
- Georges Blaness (1928-), chanteur et acteur français, natif de Cherchell.
- Alice Recoque, née Arnaud, à Cherchell (1929-2021), informaticienne française, chercheuse en intelligence artificielle.
- Cheikh Nador (1874- 1926), maitre de cheikh M'Hamed El Anka, précurseur du genre chaâbi, y est mort.
- Baaziz (1963-), chanteur, y est né.
- Cheb Bilal (1966-), chanteur de raï, y est né.
- Lucien Guiguet (1942-), pentathlonien français, médaillé olympique, est né à Cherchell.
- Amel Zen, chanteuse internationale.